# Muchomůrka ježatohlavá
Muchomůrka ježatohlavá (Amanita echinocephala (Vittad.) Quél. 1872) je vzácně se vyskytující houba z čeledi muchomůrkovitých sekce Lepidella. Roste v teplejších oblastech pod listnatými stromy.

## Synonyma
- Amanita solitaria sensu auct. mult.

česká jména
- muchomůrka ježatohlavá
- muchomůrka ježohlavá